# La Selle-Guerchaise
La Selle-Guerchaise is een gemeente in het Franse departement Ille-et-Vilaine (regio Bretagne) en telt 135 inwoners (2004). De plaats maakt deel uit van het arrondissement Fougères-Vitré.

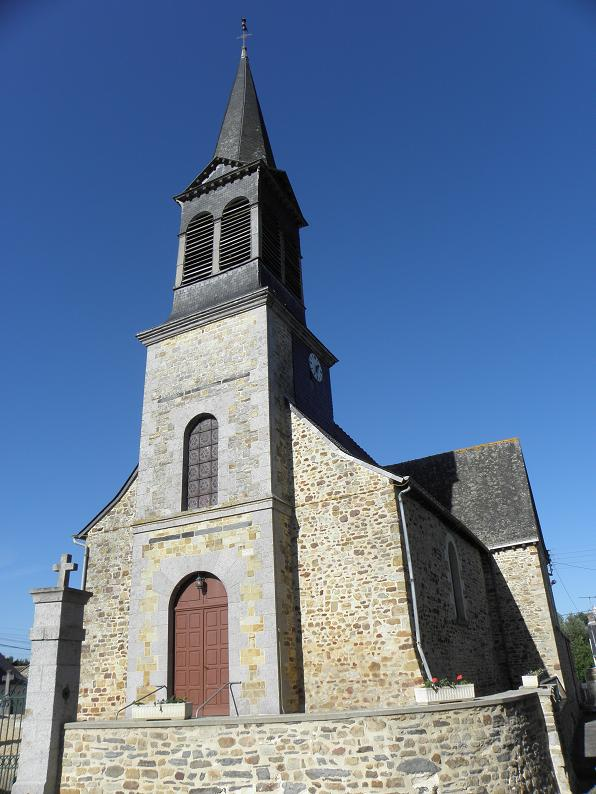
Kerk van La Selle-Guerchaise
Gemeentehuis

## Geografie
De oppervlakte van La Selle-Guerchaise bedraagt 2,1 km², de bevolkingsdichtheid is 64,3 inwoners per km².
De onderstaande kaart toont de ligging van La Selle-Guerchaise met de belangrijkste infrastructuur en aangrenzende gemeenten.

## Demografie
Onderstaande figuur toont het verloop van het inwonertal (bron: INSEE-tellingen).

1. ↑  Populations de référence 2022.